# Vesta Williams
Mary Vesta Williams (1 de diciembre de 1957 - 22 de septiembre de 2011)  fue una cantautora estadounidense que actuó en géneros como soul, funk, R&B, quiet storm, jazz soul y urbano contemporáneo. Originalmente acreditada como Vesta Williams, fue conocida simplemente como Vesta a partir de la década de 1990.  Era conocida por su rango vocal de cuatro octavas.   Una vez cantó " The Star-Spangled Banner " para el primer partido de Los Angeles Lakers usando las cuatro octavas.
Aunque Williams nunca tuvo ningún álbum certificado oro ni ningún éxito entre los 40 primeros en el Billboard Hot 100, obtuvo seis éxitos entre los 10 primeros en la lista de R&B de Billboard de los Estados Unidos desde mediados de los 80 hasta principios de los 90, que incluían "Once Bitten, Twice Shy". "  (1986), "Sweet Sweet Love" (1988), "Special" (1991) y su sencillo y canción insignia de 1989,  " Congratulations ". 

## Biografía
Nació en Coshocton, Ohio, Estados Unidos,   y su padre de era disc jockey. Su familia se mudó a Los Ángeles en la década de 1960. Mientras estuvo allí, Williams y sus tres hermanas, Margaret, Marte y Marlena, aparecieron en el programa de televisión Jack and Jill como "Las hermanas Williams".  Más tarde, regresó a Ohio, pero decidió regresar a Los Ángeles para lanzar una carrera en solitario.  El exmiembro de Fifth Dimension, Ron Townson, puso a Williams en su banda Wild Honey. 
Después de ese período, Williams encontró trabajo como corista, trabajando con artistas como Chaka Khan, Gladys Knight, Sting, Stephanie Mills, Anita Baker y Gordon Lightfoot. Williams cantó en la versión original de "The Survivor" de Joe Sample,  y conoció al productor David Crawford mientras trabajaba con su grupo Klique. Después de trabajar en sesiones, consiguió un contrato de grabación con A&M Records y su álbum debut, Vesta, fue lanzado en 1986.  El álbum incluyó su primer éxito entre los 10 primeros de R&B, "Once Bitten, Twice Shy", que se convirtió en su único éxito en el Reino Unido y tuvo un desempeño modesto en las listas de R&B de Estados Unidos. 
Su lanzamiento de 1988, Vesta 4 U, produjo sus 10 mejores éxitos de R&B, "Sweet Sweet Love", "4 U" y " Congratulations ", alcanzando este último el puesto 55 en la lista Hot 100 y el 5 en la lista de R&B.  "Congratulations" fue el único sencillo de Vesta que entró en la lista Hot 100. Su único álbum que apareció en el Billboard 200 de EE. UU., alcanzando el puesto 131. Hubo rumores persistentes de que la canción se inspiró en la disolución de su relación de mucho tiempo con Bruce Willis y que Demi Moore era directamente responsable de ponerle fin. En 1991, Williams lanzó su tercer álbum titulado Special, con la canción principal como sencillo. "Special" se convirtió en su canción con mayor ranking en la lista de R&B en el puesto número 2, pero las ventas del álbum fueron menores que las de Vesta 4 U. Su siguiente álbum, Everything-N-More de 1993, produjo sólo un éxito menor de R&B, "Always". 
En 1989, Polygram Records compró A&M Records. El álbum de Williams de 1998, Relationships, se lanzó con el nombre de Polygram, apareciendo en las listas de R&B. Tras el lanzamiento de Relationships, A&M/Polygram no renovó su contrato. Williams continuó trabajando como cantante de sesión, consiguiendo lugares en álbumes de artistas como Phil Perry, Howard Hewett y George Duke. Su voz podía ser escuchada por los radioescuchas en jingles para anunciantes que incluían a McDonald's, Nike, Baskin-Robbins, Diet Coke, Revlon y Exxon.  Ese mismo año interpretó el tema de apertura de la miniserie de ABC, The Women of Brewster Place. 
Williams interpretó a un cantante de salón en la película Posse de 1993, dirigida por Mario Van Peebles.  Durante este período, tuvo un éxito menor de R&B, "Always", en 1993.  Williams tuvo un papel recurrente como "Monica", la mejor amiga de Jackée Harry, en la serie de televisión Sister, Sister en la temporada 1998-1999. Su voz cantada aparece en el tema principal de Malcolm and Eddie de UPN. 
En 2000, Polygram lanzó un álbum recopilatorio con canciones de Williams y la ex artista de A&M CeCe Peniston. En 2007, Williams lanzó un álbum de canciones de R&B en Shanachie Records titulado Distant Lover . Producido por Chris "Big Dog" Davis, Distant Lover fue un álbum de versiones con canciones grabadas originalmente por Bill Withers, Stevie Wonder, Smokey Robinson, Marvin Gaye, Sade y Deniece Williams. Su última grabación fue la canción "Dedicated", lanzada el 7 de diciembre de 2010 en Stimuli Music. 
En 2002, Williams se había convertido en una personalidad de la radio y era copresentador de un programa matutino en KRNB en Dallas/Fort Worth.  En los últimos años, Williams había perdido 100 libras, pasando de la talla 26 a la talla 6.  Fue en ese momento que Williams se convirtió en un defensor de la prevención de la obesidad infantil y la diabetes juvenil. 
Su última actuación se produjo el 17 de septiembre de 2011, en Portsmouth, Virginia, en el Autumn Jazz Explosion, apenas cinco días antes de su muerte. 
Estaba programada para actuar en la 21ª edición anual "DIVAS Simply Singing!" en Los Ángeles el 22 de octubre de 2011. Shanice interpretó "Congratulations" durante el espectáculo como tributo a Williams. También hubo un homenaje a la fallecida cantante Teena Marie.  Williams estaba grabando un episodio de Unsung de TV One en el momento de su muerte. Se emitió el 2 de enero de 2012. 

## Muerte
El 22 de septiembre de 2011, Williams fue encontrada muerta en una habitación de hotel en El Segundo, California, un suburbio de Los Ángeles.   Según la Oficina Forense del Condado de Los Ángeles, fue encontrada muerta a las 6:15 pm (PDT), un portavoz de la oficina forense afirmó que la autopsia no indica la causa de la muerte. A finales de diciembre de 2011, la familia emitió esta declaración a través del cantante y productor Norwood Young, informando la causa oficial de su muerte: "Después de tres meses de intensa autopsia forense e investigación toxicológica, se ha determinado definitivamente que la causa de la muerte de nuestra querida Vesta fue una 'muerte natural' por 'enfermedad cardíaca hipertensiva'", y añadió: "Un corazón agrandado puede pasar desapercibido durante muchos años". 
Vesta Williams fue enterrada en Forest Lawn Memorial Park (Hollywood Hills) el 4 de octubre de 2011, luego de un servicio conmemorativo en la Iglesia de Dios en Cristo de West Angeles en Los Ángeles, California.  Entre los asistentes se encontraban Wanda Dee, la cantante Peggi Blu, Freda Payne, Sheryl Lee Ralph, Loretta Devine, Kellita Smith, Norwood Young, Michael Collier, Miki Howard, Karel Bouley, Kiki Shepard, Jackée Harry, Luenell y la reconocida cantante de blues Linda Hopkins. Después del entierro se celebró una recepción privada. 
Le sobreviven su madre, su hija, tres hermanas, un hermano y tres nietos. 

## Discografía

### Álbumes de estudio
| 1986                                                                                   | Vesta             | —   | 43 | —  | 67 | A&M          |
| 1988                                                                                   | Vesta 4U          | 131 | 26 | —  | —  | A&M          |
| 1991                                                                                   | Special           | —   | 15 | —  | —  | A&M          |
| 1993                                                                                   | Everything-N-More | —   | 65 | —  | —  | A&M          |
| 1998                                                                                   | Relationships     | —   | 55 | 26 | —  | i.e. music   |
| 2007                                                                                   | Distant Lover     | —   | —  | —  | —  | Shanachie    |
| 2013                                                                                   | Seven             | —   | —  | —  | —  | Bronx Bridge |
| "—" denota una grabación que no llegó a las listas o no fue lanzada en ese territorio. |                   |     |    |    |    |              |

### Álbumes recopilatorios
- Winning Combinations (con CeCe Peniston) (2000, A&M/Universal)

### Sencillos
| 1986                                                                                   | "Once Bitten Twice Shy"            | —  | 8  | —  | —  | 21 | 20 | 42 | 14 |
| 1987                                                                                   | "Something About You"              | —  | 46 | —  | 21 | —  | —  | —  | —  |
| 1987                                                                                   | "Don't Blow a Good Thing"          | —  | 17 | —  | 5  | —  | —  | —  | 89 |
| 1987                                                                                   | "Suddenly It's Magic"              | —  | —  | —  | —  | —  | —  | —  | 88 |
| 1987                                                                                   | "You Make Me Want To (Love Again)" | —  | 90 | —  | —  | —  | —  | —  | —  |
| 1988                                                                                   | "Sweet, Sweet Love"                | —  | 4  | —  | —  | —  | —  | —  | —  |
| 1989                                                                                   | "4 U"                              | —  | 9  | —  | —  | —  | —  | —  | —  |
| 1989                                                                                   | "Congratulations"                  | 55 | 5  | —  | —  | —  | —  | —  | —  |
| 1989                                                                                   | "How You Feel"                     | —  | 70 | —  | —  | —  | —  | —  | —  |
| 1990                                                                                   | "I'll Be Good to You" (with Najee) | —  | 9  | —  | —  | —  | —  | —  | —  |
| 1991                                                                                   | "Special"                          | —  | 2  | —  | —  | —  | —  | —  | —  |
| 1991                                                                                   | "Do Ya"                            | —  | 43 | —  | —  | —  | —  | —  | —  |
| 1993                                                                                   | "Always"                           | —  | 44 | 27 | —  | —  | —  | —  | —  |
| 1998                                                                                   | "You Still Do It"                  | —  | —  | 31 | —  | —  | —  | —  | —  |
| 1998                                                                                   | "Somebody for Me"                  | —  | —  | 9  | —  | —  | —  | —  | —  |
| 2010                                                                                   | "Dedicated"                        | —  | —  | —  | —  | —  | —  | —  | —  |
| 2013                                                                                   | "Better Days"                      | —  | —  | 35 | —  | —  | —  | —  | —  |
| "—" denota una grabación que no llegó a las listas o no fue lanzada en ese territorio. |                                    |    |    |    |    |    |    |    |    |

### Videos musicales
- "Once Bitten Twice Shy" (1986)
- "Something About You" (1987)
- "Don't Blow a Good Thing" (1987)
- "Sweet Sweet Love" (1988)
- "4 U" (1989)
- "Congratulations" (1989)
- "How You Feel" (1989)
- "Special" (1991)
- "Do Ya" (1991)
- "Always" (1993)
- "Somebody for Me" (1998)
- "Dedicated" (2010)